# Auteuil (Yvelines)
Auteuil – miejscowość i gmina we Francji, w regionie Île-de-France, w departamencie Yvelines.
Według danych na rok 1990 gminę zamieszkiwały 692 osoby, a gęstość zaludnienia wynosiła 157 osób/km² (wśród 1287 gmin regionu Île-de-France Auteuil plasuje się na 725. miejscu pod względem liczby ludności, natomiast pod względem powierzchni na miejscu 720.).